# Israël op het Eurovisiesongfestival 2015

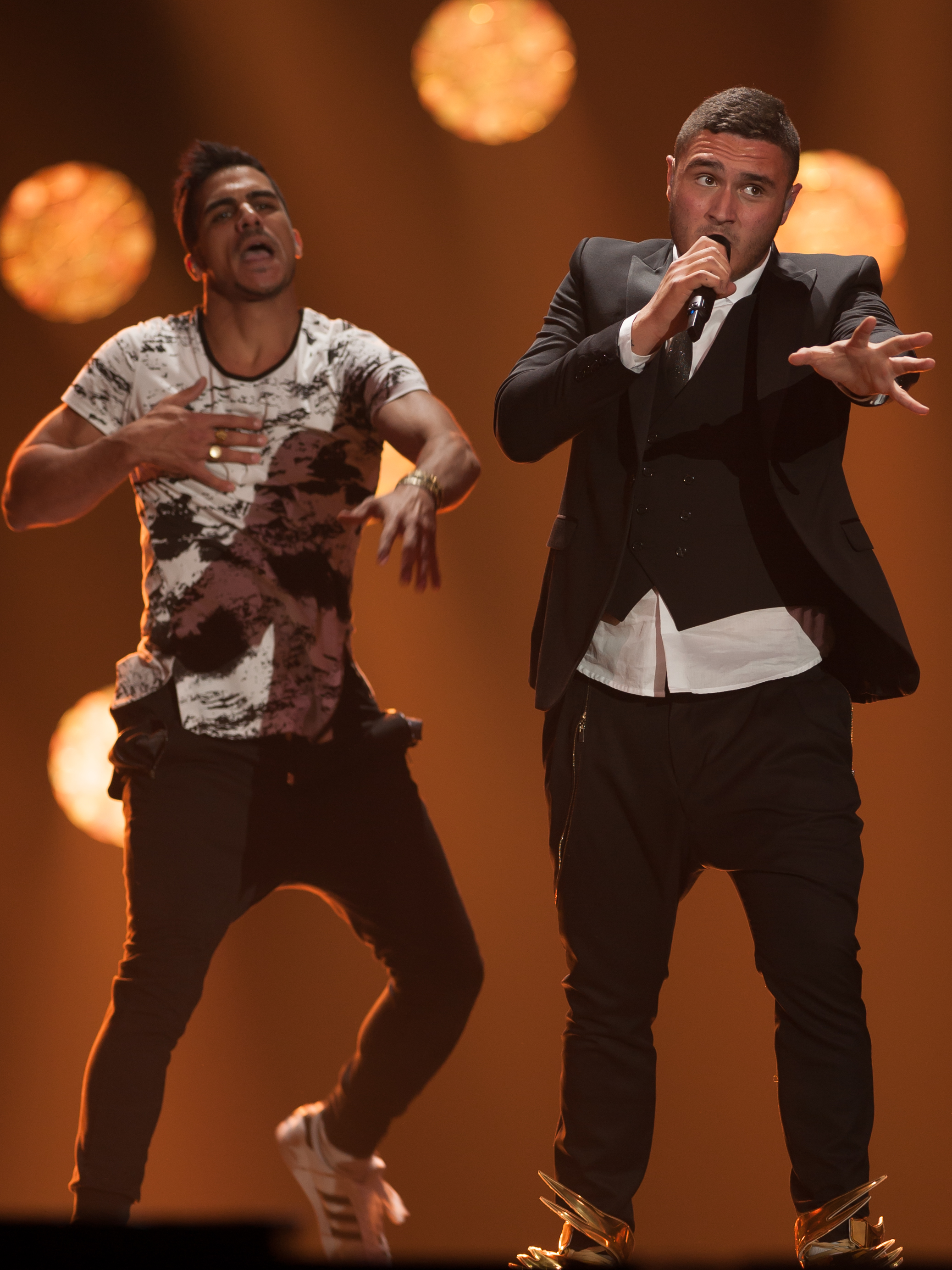
Nadav Guedj op het Songfestival

Israël nam deel aan het Eurovisiesongfestival 2015 in Wenen, Oostenrijk. Het was de 38ste deelname van het land op het Eurovisiesongfestival. IBA was verantwoordelijk voor de Israëlische bijdrage voor de editie van 2015.

## Selectieprocedure
Israël werd vertegenwoordigd door Nadav Guedj. Hij won op 17 februari 2015 op 16-jarige leeftijd het tweede seizoen van het Israëlische tv-programma HaKokhav HaBa en mocht daardoor Israël vertegenwoordigen op het Eurovisiesongfestival 2015 in Wenen. Guedj maakte zijn opwachting met Golden boy, geschreven en gecomponeerd door Doron Medalie, in de tweede halve finale op 21 mei 2015 en werd de eerste Israëlische inzending die geheel in het Engels werd vertolkt. Israël wist zich met Guedj voor het eerst sinds 2010 te kwalificeren.

## In Wenen
Israël trad in Wenen in de tweede halve finale op donderdag 21 mei aan. Nadav Guedj trad als negende van de zeventien landen aan, na Marta Jandová & Václav Noid Bárta uit Tsjechië en voor Aminata Savadogo uit Letland. Israël werd derde met 151 punten waarmee het doorging naar de finale op 23 mei.
In de finale trad Israël als derde van de 27 acts aan, na Lisa Angell uit Frankrijk en voor Elina Born & Stig Rästa uit Estland. Israël eindigde als negende met 97 punten.
1973 · 1974 · 1975 · 1976 · 1977 · 1978 · 1979 · 1980 · 1981 · 1982 · 1983 · 1984 · 1985 · 1986 · 1987 · 1988 · 1989 · 1990 · 1991 · 1992 · 1993 · 1994 · 1995 · 1996-1997 · 1998 · 1999 · 2000 · 2001 · 2002 · 2003 · 2004 · 2005 · 2006 · 2007 · 2008 · 2009 · 2010 · 2011 · 2012 · 2013 · 2014 · 2015 · 2016 · 2017 · 2018 · 2019 · 2020 · 2021 · 2022 · 2023 · 2024 · 2025
Albanië · Armenië · Australië · Azerbeidzjan · België · Cyprus · Denemarken · Duitsland · Estland · Finland · Frankrijk · Georgië · Griekenland · Hongarije · Ierland · IJsland · Israël · Italië · Letland · Litouwen · Macedonië · Malta · Moldavië · Montenegro · Nederland · Noorwegen · Oostenrijk · Polen · Portugal · Roemenië · Rusland · San Marino · Servië · Slovenië · Spanje · Tsjechië · Verenigd Koninkrijk · Wit-Rusland · Zweden · Zwitserland